# Foxteriér hladkosrstý
Foxteriér hladkosrstý je plemeno psů pocházející z Anglie. Mezi jeho předky patří buldok, bígl a manchester teriér. V České republice je poměrně rozšířený a jeho počet roste. Od roku 1874 je samostatně zapisován do plemenné knihy Kennel Clubu .

## Historie
Foxteriér hladkosrstý byl původně vyšlechtěn pro lov hlodavců a lišek. Přesné záznamy o jeho křížení nejsou k dispozici, ale mezi předky patří manchester teriér, bígl a buldok. Možný vliv na jeho vzhled a povahu měl i skotský teriér. Název „foxteriér“ vznikl spojením anglického „fox“ (liška) a latinského „terra“ (země). Bílé zbarvení bylo upřednostňováno kvůli snadnějšímu vizuálnímu odlišení od lišek, což bývalo problematické například u jezevčíků využívaných k norování. Na první významné psí výstavě v Islingtonu v roce 1862 byl foxteriér oficiálně představen. O rok později, v roce 1863, byli v Birminghamu prezentováni tři jedinci – Tartar, Old Jock a Old Trap, kteří jsou považováni za předky moderního foxteriéra. 

## Vzhled
Foxteriér hladkosrstý je malé, svalnaté lovecké plemeno s pevnou, ale nikoli hrubou kostrou. Má kompaktní tělesnou stavbu, pružné končetiny a energický pohyb. Hlava je dlouhá, plochá a užší, s mírně vyznačeným stopem. Oči jsou malé, tmavé, hluboko posazené a mají výraz považovaný za inteligentní. Uši jsou malé, ve tvaru písmene „V“, sklopené dopředu. Krk je dlouhý, svalnatý a čistě formovaný. Hřbet je krátký, rovný a úzký. Ocas je vysoko nasazený, nesen vzhůru, ale ne stočený přes hřbet. Končetiny jsou krátké a svalnaté, s kulatými kompaktními tlapkami, mírně klenutými prsty a silnými polštářky. Výška v kohoutku se pohybuje mezi 38–42 cm, hmotnost okolo 8 kg.

## Povaha
Foxteriér hladkosrstý je temperamentní, živý a ostražitý pes s výraznou aktivitou. Má veselou povahu, ale může být také tvrdohlavý a mazaný. Silně lpí na své rodině, je věrný a v případě ohrožení ji může chránit. Rád se učí nové věci, ale pouze pokud ho to zaujme. Bez vlastní motivace není snadné ho k výcviku přimět. Dobře vychází s dětmi, avšak samci mohou vůči ostatním psům projevovat dominantní chování, které může vést ke konfliktům. Foxteriér je vynikající hlídač s tendencí k nadměrnému štěkání, přičemž nebezpečí signalizuje hlasitým štěkotem. 

## Péče
Foxteriér hladkosrstý není vhodný pro alergiky. Srst vyžaduje pravidelné česání, minimálně jednou za dva dny, aby se předešlo nadměrnému línání. Časté mytí šamponem není nutné. Výcvik je nezbytný. Pes potřebuje pevnou, ale nenásilnou výchovu, která mu jasně vymezí pravidla chování. Bez důslednosti si může osvojit nežádoucí návyky. Foxteriér vyžaduje dostatek pohybu. Nedostatek aktivity může vést k problémům, jako je nervozita, hyperaktivita nebo sklony k agresivnímu chování.

## Využití
Hladkosrstý foxteriér je primárně využíván jako lovecký pes, zejména v myslivosti. Díky své mrštnosti, odvaze a vytrvalosti je vhodný pro práci v terénu. Často se uplatňuje i jako společenský pes, který se dobře přizpůsobuje domácím podmínkám. Díky své aktivitě je oblíbený v psích sportech, zejména v agility. Má vynikající čich, což umožňuje jeho využití ke stopování a vyhledávání.